# Angara-1.2pp
Pour les articles homonymes, voir Angara (homonymie).
Angara-1.2pp est une version d'essai de la famille de fusées Angara, développée par la Russie. Le vol inaugural a eu lieu le 9 juillet 2014, et il a permis de tester plusieurs composants clés avant la mise en service des versions opérationnelles. Ce modèle est une combinaison des versions Angara-1 et Angara-A5.

## Contexte
Angara est la première nouvelle famille de lanceurs développée par la Russie depuis la fin de l'Union soviétique. Elle est conçue pour remplacer des modèles plus anciens comme les fusées Proton-M, Zenit, et Rokot. Le programme Angara vise à garantir à la Russie un accès indépendant à l'orbite géosynchrone à partir du cosmodrome de Plessetsk, sans dépendre des sites de lancement étrangers. Le projet de développement des lanceurs Angara a été approuvé dès 1992.

## Caractéristiques techniques
Nom : Angara-1.2pp
Type de mission : Vol d'essai
Opérateur : GKNPZ Khrounitchev / VKO (Forces de défense aérospatiale russes)
Durée de la mission : 21 minutes
Portée suborbitale : 5700 km
Date de lancement : 9 juillet 2014 à 12:00 UTC
Fusée de lancement : Angara
Site de lancement : Cosmodrome de Plessetsk, Site 35/1
Contractant de lancement : GKNPZ Khrounitchev
Éléments de charge : Simulateur de masse
Masse de la charge : 1430 kg
Configuration de la fusée : Composée de deux Modules de fusée universels (URM) : URM-1 pour le premier étage, URM-2 pour le second étage
Moteur principal : Moteur RD-191 (premier vol à pleine puissance), URM-2 propulsé par le moteur RD-0124A
Type de vol : Suborbital
Lancement : Réalisé avec succès le 9 juillet 2014
Trajectoire : Suborbitale, atteignant une portée de 5700 km au-dessus du nord de la Russie et de la mer de Barents, en direction du polygone de Koura.
Confirmation de succès : L'armée russe a confirmé le succès du lancement peu après.
Vol non standard : L'Angara-1.2pp a permis de tester en vol les URM-1 et URM-2.
Contexte : Première nouvelle fusée construite par la Russie depuis la fin de l'Union soviétique, destinée à remplacer plusieurs anciennes fusées.
La fusée Angara-1.2pp se compose de deux étages. Le moteur principal, le RD-191, a été utilisé pour la première fois à pleine puissance lors de ce vol d'essai. Ce moteur est une version améliorée du RD-151, utilisé précédemment sur la fusée russo-coréenne Naro-1. Le second étage est propulsé par un moteur RD-0124A, qui est une évolution du RD-0124 déjà en service sur les fusées Soyouz-2. 

## Lancement d'essai
Le 9 juillet 2014, Angara-1.2pp a été lancée depuis le cosmodrome de Plessetsk pour un vol suborbital de 5700 km. Le vol a duré environ 21 minutes, se terminant par la rentrée atmosphérique et la destruction de tout débris au-dessus du polygone de Koura. Ce vol d'essai a permis de valider les performances des étages et du moteur RD-191 pour les futurs lancements orbitaux.
Angara est destinée à devenir un lanceur polyvalent, capable de transporter différentes charges utiles en fonction des missions, et d'assurer une indépendance totale à la Russie dans le domaine des lancements spatiaux.

## Galerie

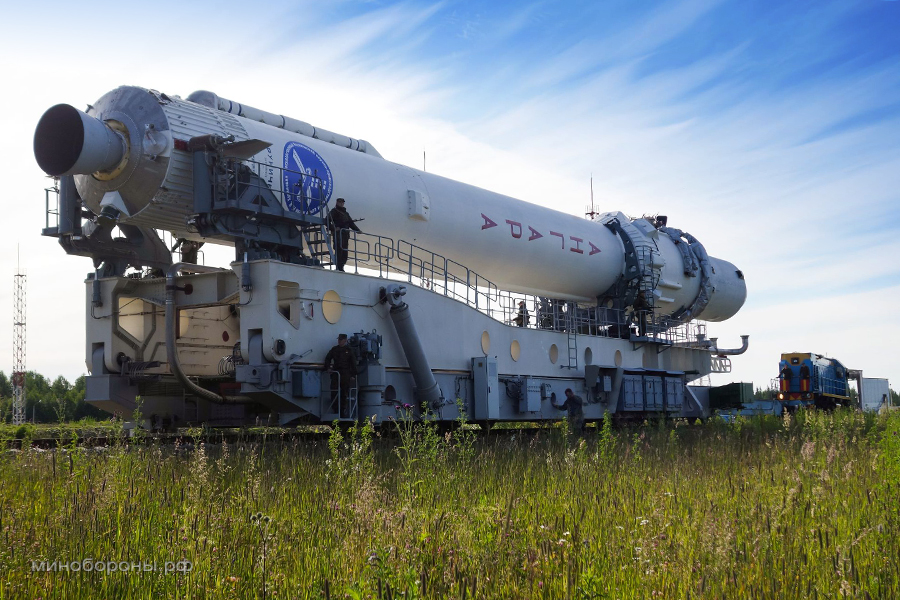
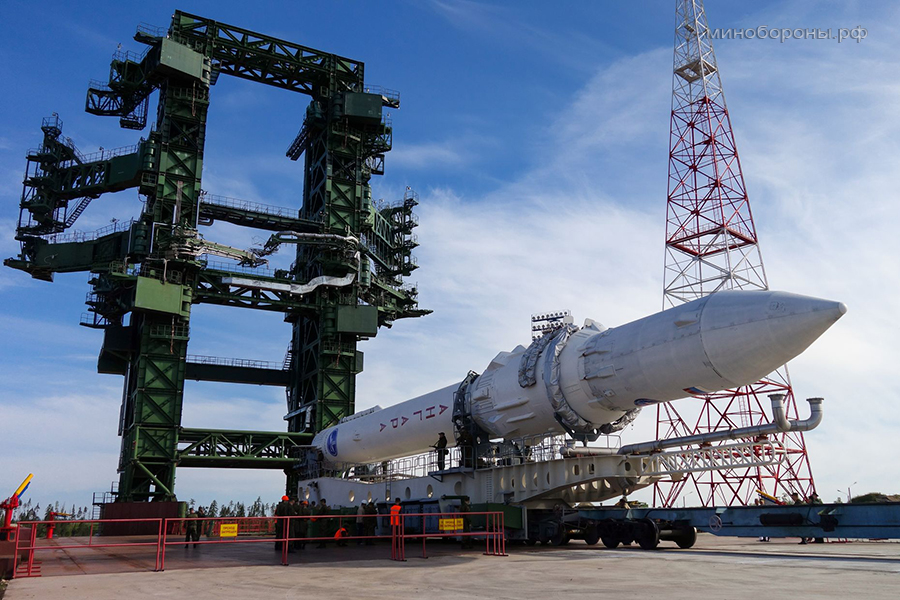
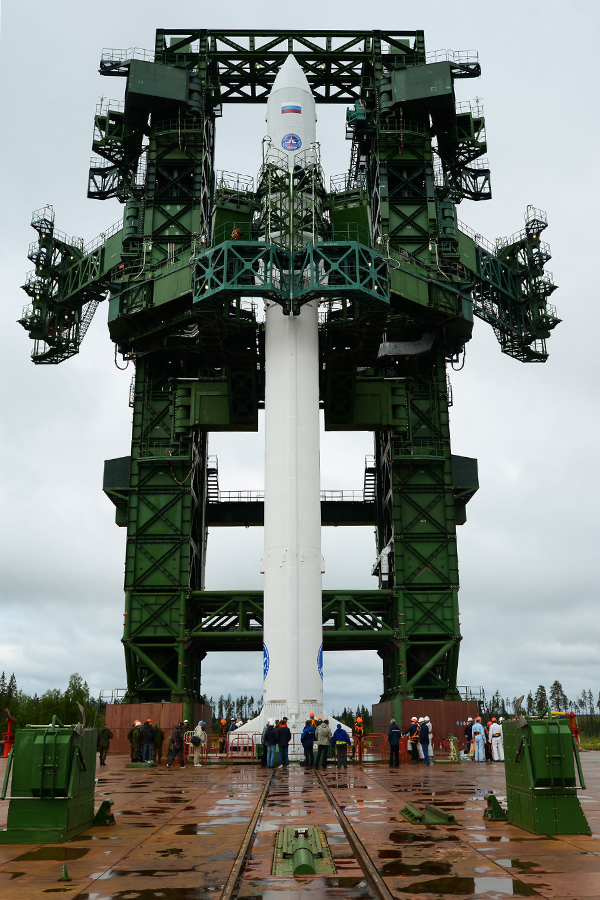